# Liste des monuments historiques protégés en 1881
Cet article recense les monuments historiques français classés en 1881.

## Protections
| Édifice                                               | Commune                    | Département | Région               | Protection | Base Mérimée                         | Coordonnées                        | Image |
| ----------------------------------------------------- | -------------------------- | ----------- | -------------------- | ---------- | ------------------------------------ | ---------------------------------- | ----- |
| Abbaye Notre-Dame de Saint-Sever-Calvados             | Saint-Sever-Calvados       | Calvados    | Normandie            | classé     | « PA00111721 », notice no PA00111721 | 48° 49′ 18″ nord, 1° 02′ 48″ ouest |       |
| Église Notre-Dame                                     | Courcôme                   | Charente    | Nouvelle-Aquitaine   | classé     | « PA00104345 », notice no PA00104345 | 45° 59′ 09″ nord, 0° 08′ 00″ est   |       |
| Théâtre gallo-romain des Bouchauds                    | Saint-Cybardeaux           | Charente    | Nouvelle-Aquitaine   | classé     | « PA00104497 », notice no PA00104497 | 45° 46′ 22″ nord, 0° 01′ 32″ ouest |       |
| Menhir des Droits-de-l'Homme                          | Plozévet                   | Finistère   | Bretagne             | classé     | « PA00090282 », notice no PA00090282 | 47° 59′ 00″ nord, 4° 24′ 35″ ouest |       |
| Remparts                                              | Cadillac                   | Gironde     | Nouvelle-Aquitaine   | classé     | « PA00083501 », notice no PA00083501 | 44° 38′ 26″ nord, 0° 18′ 19″ ouest |       |
| Porte Chaussée                                        | Verdun                     | Meuse       | Grand-Est            | classé     | « PA00106668 », notice no PA00106668 | 49° 08′ 44″ nord, 5° 21′ 41″ est   |       |
| Église de la Nativité-de-la-Bienheureuse-Vierge-Marie | Lemoncourt                 | Moselle     | Grand-Est            | classé     | « PA00106794 », notice no PA00106794 | 48° 51′ 49″ nord, 6° 23′ 14″ est   |       |
| Église Saint-Martin                                   | Sillegny                   | Moselle     | Grand-Est            | classé     | « PA00107006 », notice no PA00107006 | 48° 59′ 14″ nord, 6° 08′ 51″ est   |       |
| Collège de Beauvais                                   | 5e arrondissement de Paris | Paris       | Île-de-France        | classé     | « PA00088402 », notice no PA00088402 | 48° 50′ 40″ nord, 2° 20′ 59″ est   |       |
| Château des ducs de Savoie                            | Chambéry                   | Savoie      | Auvergne-Rhône-Alpes | classé     | « PA00118227 », notice no PA00118227 | 45° 34′ 59″ nord, 5° 54′ 33″ est   |       |